# Фелдманис, Эрик
Эрик Фелдманис (латыш. Ēriks Feldmanis, 12 сентября 1884 года, Елгава — 4 августа 1945, Центральная тюрьма Риги, Рига) — латвийский юрист, государственный деятель, политик и дипломат. Военный министр обороны Латвии (1920). Посол Латвии в СССР. Член Народного совета (1919 г). Работал адвокатом и прокурором. Прокурор (1919—1920) и Председатель Елгавского окружного суда (1930—1940). С 1944 года — начальник Слокской целлюлозной фабрики.
Окончил Юридический факультет Юрьевского университета.
Арестован 5 февраля 1945 года. 1 августа 1945 года предъявлено обвинение «в борьбе против советской пропаганды в армии, отправке из Москвы шпионских телеграмм очерняющих советскую жизнь, предательство своей родины — ЛССР, служа немецким оккупантам». На основании этих обвинений, был вынесен приговор — 10 лет лагерей. 4 августа 1945 года скончался в 1-й рижской тюрьме, где содержался под стражей.